# Terra Incognita (musikalbum)
För det geografiska begreppet, se Terra incognita.
Terra Incognita är det franska death metal-bandet Gojiras debutalbum. Det gavs ut 2001 av Gabriel Editions. Enligt albumets text syftar titeln "Terra Incognita" på den del av varje människas inre där, enligt hinduisk legend, Brahma gömmer den gudomlighet som är tagen från människan som straff för hennes ohörsamhet. Efter sista spåret kommer ett par sekunders tystnad följt av ett gömt, instrumentalt spår. Bandet har självt producerat plattan.

## Låtlista
1. "Clone" − 5:00
2. "Lizard Skin" − 4:32
3. "Satan is a Lawyer" − 4:25
4. "04" − 2:11
5. "Blow Me Away You (Niverse)" − 5:12
6. "5988 Trillions de Tonnes" − 1:20
7. "Deliverance" − 4:56
8. "Space Time" − 5:23
9. "On the B.O.T.A" −     2:49
10. "Rise" − 5:12
11. "Fire Is Everything" − 4:59
12. "Love" − 4:22
13. "1990 Quatrillions de Tonnes" − 4:17
14. "In the Forest" − 12:11

## Banduppsättning
- Joe Duplantier – sång, gitarr
- Christian Andreu – gitarr
- Jean-Michel Labadie – bas
- Mario Duplantier – trummor